# Pierre Droite (Rieux-en-Val)
Pour les articles homonymes, voir Pierre Droite.
La Pierre droite est un menhir situé à Rieux-en-Val dans le département de l'Aude.

## Description
Le menhir a été érigé sur une petite éminence rocheuse. C'est une dalle en grès carcassien mesurant 2 m de largeur à la base pour 2,20 m de hauteur et 0,40 m d'épaisseur. Le menhir a été christianisé par l'adjonction d'une croix en fer à son sommet.
Des fouilles sommaires au pied du monument ont livré des ossements humains.